# Harina de arroz

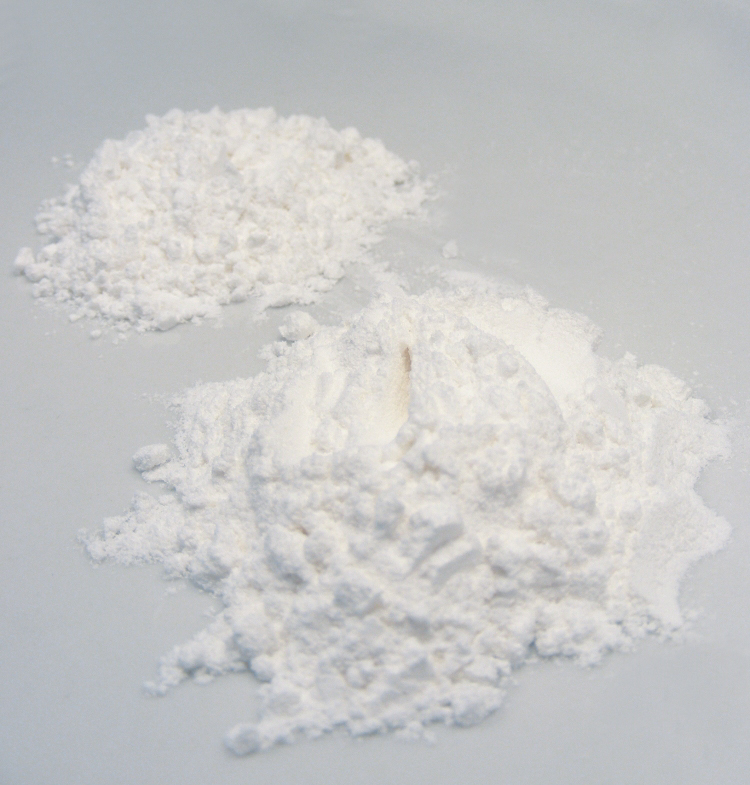
Dos tipos de
harina de arroz.

La harina de arroz (también llamada mochiko en japonés y pirinç unu en turco) es un tipo de harina hecha de arroz molido finamente.
La harina de arroz puede hacerse bien de arroz blanco o integral. Para hacer la harina, se quita la cascarilla y se obtiene así el arroz crudo, que se muele para obtener arroz en polvo o harina de arroz. La harina se usa para hacer algunas recetas, o se mezcla con harina de trigo, mijo u otros cereales para elaborar otras. A veces se le añade frutos secos o verdura deshidratada para aportar sabor y más nutrientes.
Hay muchos platos que se elaboran con harina de arroz, incluyendo el fideo de arroz y postres como el mochi japonés y el cascarón filipino.
La harina de arroz es uno de los ingredientes más comúnmente empleados en la elaboración de los panes sin gluten y otros productos específicos para las personas que padecen trastornos relacionados con el gluten (tales como la enfermedad celíaca o la sensibilidad al gluten no celíaca), las cuales deben seguir una dieta estricta sin gluten. Solo es apta cuando está libre de contaminación cruzada con gluten (también denominada "trazas"). La contaminación con cereales que contienen gluten puede ocurrir durante los diferentes pasos desde su recolección hasta su elaboración, principalmente la molienda, el almacenamiento, el procesamiento, la manipulación y el cocinado.